# Воздвиженський Іван Степанович
Іван Степанович Воздвиженський (1866–1919) — купець 1 гільдії, почесний громадянин міста Зіньків, Полтавська губернія.

## Родовід
Сьогодні ми можемо ствердно говорити про те, що Воздвиженські були корінними жителями Зінькова. Ми не знаємо достеменно, чи має відношення до родоводу Воздвиженських відома сьогодні грабіжниця кінця XVIII століття Агафія «Гапка» Воздвиженська, історію якої так колоритно описав незалежний історик Володимир Маслійчук ще 2009 року, але документально вдалося встановити, що міщани Воздвиженські проживали в Зінькові ще у 20-х роках XIX століття. 16 липня 1825 року городничий Гуров, міський голова Зінькова Трофим Колпак та гласний Зіньківської думи Слюсаренко купили у міщанина Михайла Воздвиженського за 110 карбованців гніду кобилу для перевезення пожежного реманенту та інструментів. Фактично, Михайло Воздвиженський перший родич І. С. Воздвиженського відомий нам документально. У 1850 р. земля міщанина Степана і Наталії Воздвиженських знаходилася поряд із подвір'ям Троїцької церкви.
Приблизна генеалогія Воздвиженських у XIX ст. по чоловічій лінії, як сьогодні видається, виглядала так:
- Михайло Воздвиженський (перша третина XIX ст.);

- Степан (Михайлович?) Воздвиженський (40-ві — 60-ті роки XIX ст.): міщанин, землевласник. Чим займався невідомо, але в 1872 році С. С. Воздвиженський клопоче перед Зіньківською земською управою про виведення із його володінь (а отже і звільнення від оподаткування) 12 десятин землі, які фактично перебували у власності міщан Михайла Руденка і Йосипа Іваницького. Кожен із них заявив, що вони дійсно отримали від батька С. С. Воздвиженського по 6 дес. землі. Потім Руденко продав свою землю Манжосу, за ким вона і значилася.

- Степан Степанович Воздвиженський (60-ті — 90-ті роки XIX ст.): купець міста Зінькова. На 1885 рік С. С. Воздвиженський за свідченням старшого нотаріуса Полтавського окружного суду від 18 червня та 13 вересня 1884 р. за № 5876 і 9577 має селітроварний завод, який не працює, 321 дес. 1987 сажен зручних земель та 1 дес. незручних земель. 12 червня 1886 р. С. С. Воздвиженський звернувся із заявою до Зіньківського повітового земства у якій пропонував купити у нього шмат землі, який межував із тією землею, яка була куплена у нього раніше для будівництва арештантського приміщення. Наприкінці 1886 р. Степан Степанович Воздвиженський у місті Зінькові відкриває млин.

Встановлено, що С. С. Воздвиженський мав трьох дітей. У 1866 році у нього народжується син Іван, який на початку XX століття стане одним із найбагатших людей міста. У 1871 р. народжується донька Марія і невідомою на сьогодні залишається дата народження другої доньки — Параскеви.

## Біографія
Іван Воздвиженський справу батька переймає на початку 90-х років XIX ст., про це свідчить той факт, що на 1892 р. він значиться як купець, а не купецький син.
24 липня 1892 року 26-річний купець Іван Воздвиженський одружується із 20-річною купецькою донькою Марфою Іллівною Калабуховою. Вінчання проводив священник Троїцької церкви Анатолій Копа-Авдєєнко. Свідками з боку нареченого виступили: дворянин Петро Ілліч Шахуддінов та купець Ілля Петрович Вірченко; з боку нареченої: купець Кирило Нагорний та купецький син Іван Калугін.
26 вересня 1894 року сестра Івана Воздвиженського — Марія, одружується із прапорщиком царської армії Григорієм Григоровичем Кузнєцовим. Вінчання проходило у Троїцькій церкві за присутності свідків, з боку нареченого: дворянина Полікарпа Кридієва та колезького секретаря Івана Кузнєцова, з боку нареченої — купця Івана Калугіна та купця Івана Воздвиженського.
10 травня 1894 р. в Івана та Марфи Воздвиженських народжується син Володимир. 15 травня він був хрещений у Троїцькій церкві священником Стефаном Циганенком. Хрещеними батьками стали купецький син Григорій Калабухов та дружина купця Анастасія Калугіна. А 8 лютого 1896 р. народжується донька — Євгенія. Хрещеними батьками Євгенії Воздвиженської були купець Ілля Вірченко та дружина купця Анисія Комарова. В 1895 р. сім'я Воздвиженських вселяється в новий будинок.
На 1900 рік Іван Воздвиженський має у володінні цегельний завод, мукомельний цех у м. Зінькові, кілька торговельних лавок на Базарній площі і платить податку з них 78 руб., що є найбільшою сумою з усіх купців, які здійснювали торгівлю поряд. Його виробництво постійно вдосконалюється і ціна, яку купець встановлює на свої послуги, вважається значно привабливішою порівняно з іншими млинами. Така політика Воздвиженського не може не дратувати його конкурентів. Один із них — титулярний радник Федір Плечко, 12 вересня 1900 р. заявив відкрито про те, що введення на паровому млині Івана Воздвиженського техніки простого помелу за нижчою ціною призвело до того, що його млин у 1899—1900 роках перебував у бездіяльності.
З цього ж часу він поєднує підприємницьку та громадську роботу: з 1900—1915 рр. він постійний гласний (депутат) Зіньківської міської думи, член повітового податного відділення, член міського відділення по квартирному податку. З 1909 року, до того ж директор повітового відділення по догляду за тюрмами та голова спілки взаємного кредитування. Але Іван Воздвиженський був у першу чергу купець, а не політик, нехай навіть і повітового рівня. Він не був особливо активним учасником різноманітних засідань та зібрань. Двічі, у 1902 та 1903 роках, купець Іван Воздвиженський обирається ще й гласним повітового земського зібрання, але аналіз Журналів присутності гласних на робочих засіданнях вказує на те, що самі засідання ним були відвідані всього кілька разів за рік.
В 1907 р. Іван Воздвиженський продає свій цегельний завод міській Управі. У 1909 році він остаточно завершує добудову свого знаменитого будинку, який і до цього часу є окрасою міста Зінькова. Тривалий час половину будинку орендував повітовий предводитель дворянства, дійсний статський радник, гофмейстер двору імператора Миколи II — Григорій Бразоль. До речі, це був єдиний випадок в історії російського дворянства, коли таку посаду при імператорському дворі займав повітовий предводитель. Така ситуація сприяла тому, що у будинку Воздвиженських, вперше у приватному помешканні Зінькова, в 1911 році з'являється телефон. У 1915 р. одне із приміщень будинку здається в оренду під міську аптеку.
На 1913 рік Іван Воздвиженський купець 2 гільдії, почесний громадянин міста, володіє вальцевим паровим млином, слюсарними майстернями та невеликим маєтком «Рівні» неподалік Лютенських Будищ. Вартість лише млина та майстерень становила — 152 829 карбованців. При тому, що вартість усіх підприємств повіту на 1913 р. дорівнювала 189 009 карбованців. Крім цього у його власності перебуває кілька будинків, які він здає у винайм (річний прибуток з них становив 486 руб. 50 коп.) та чотири торговельні лавки, прибутковість яких становила 540 руб. на рік.
У 1914 р. Іван Воздвиженський орендує цегельний завод, який належав раніше Троїцькій церкві, і запускає на ньому нові гоффманівські печі.
В 1915 р. він стає купцем 1 гільдії. Тоді ж будує електротеатр з двома двигунами внутрішнього згорання, який було названо «Іллюзіон». Кінотеатр обійшовся Воздвиженському в 48 271 крб. Для того часу це було справжнє чудо, адже далеко не кожне велике місто мало свій кінотеатр. З 1916 року він обмежує громадську діяльність, залишаючись директором повітового відділення по догляду за тюрмами та головою спілки взаємного кредитування.
Революцію 1917 року Іван Воздвиженський не прийняв і тому визначався як контрреволюціонер. Його майно кілька разів конфісковувалось. В 1918 році, в період гетьманату Павла Скоропадського, Воздвиженський активно співпрацює з гетьманською адміністрацією, є членом об'єднання хліборобів-власників, у його будинку розміщено книгарню Зіньківського повітового земства. В травні 1919 року Іван Воздвиженський був заарештований і тривалий час утримувався у Зіньківському тюремному домі. 3 липня 1919 року його і ще п'ятьох прихильників гетьманату було розстріляно на території міського кладовища.